# Johann Georg Hainz
Johann Georg Hainz (Altenau, 1630-Hamburgo, 1700) fue un pintor barroco alemán. 

## Biografía
Pintor casi desconocido en lo que respecta a su biografía, se le conoce activo en Leipzig y, posteriormente, Hamburgo. Realizó bodegones de influencia neerlandesa, especialmente del tipo «gabinetes de curiosidades», con un gusto preferente por los objetos preciosos, tratados con una extrema precisión, como en Alacena de orfebrería y calavera (1666, Kunsthalle de Hamburgo).

## Galería

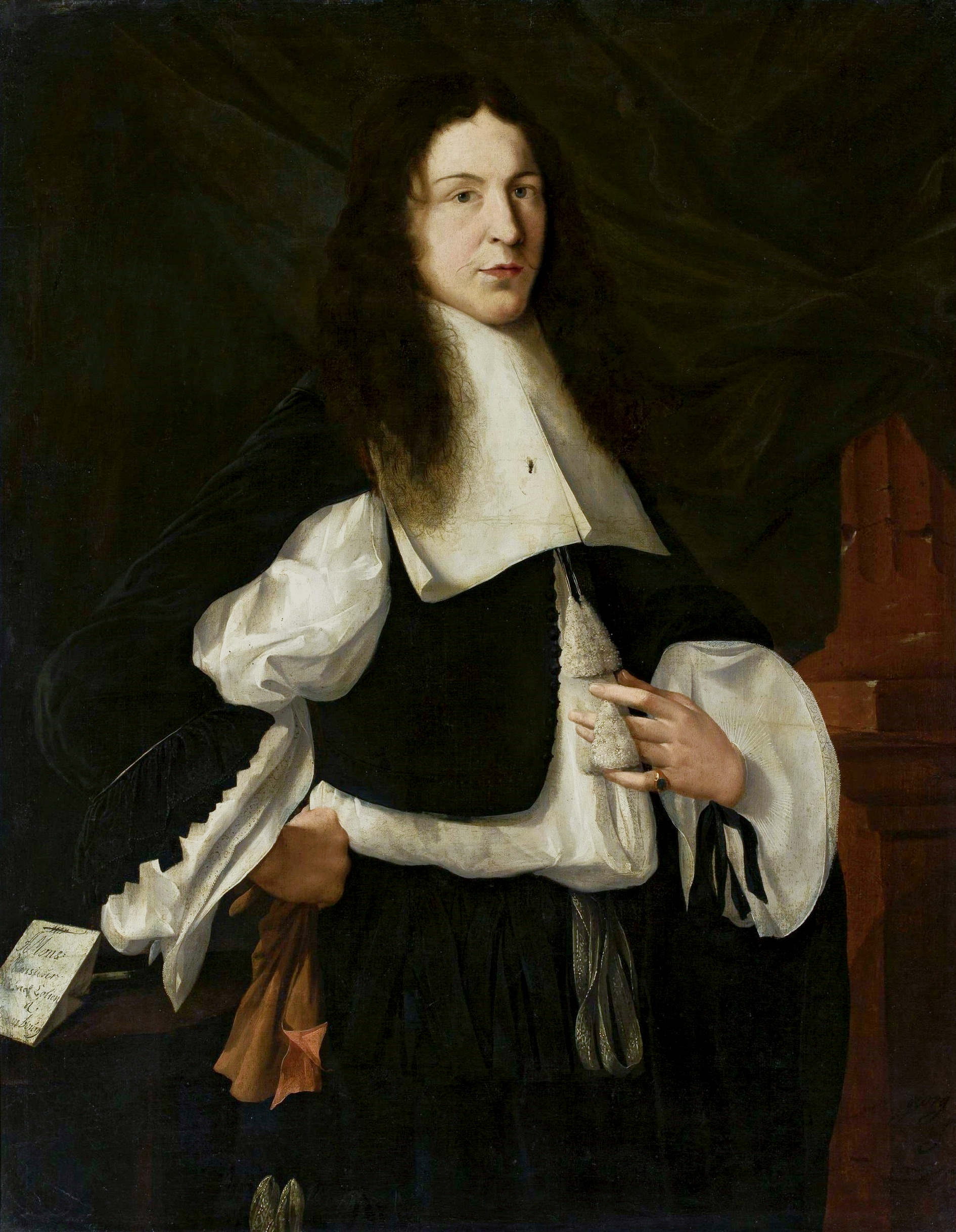
Retrato de Michael Lolien con una mosca en el cuello (1665), Museo Nacional de Varsovia
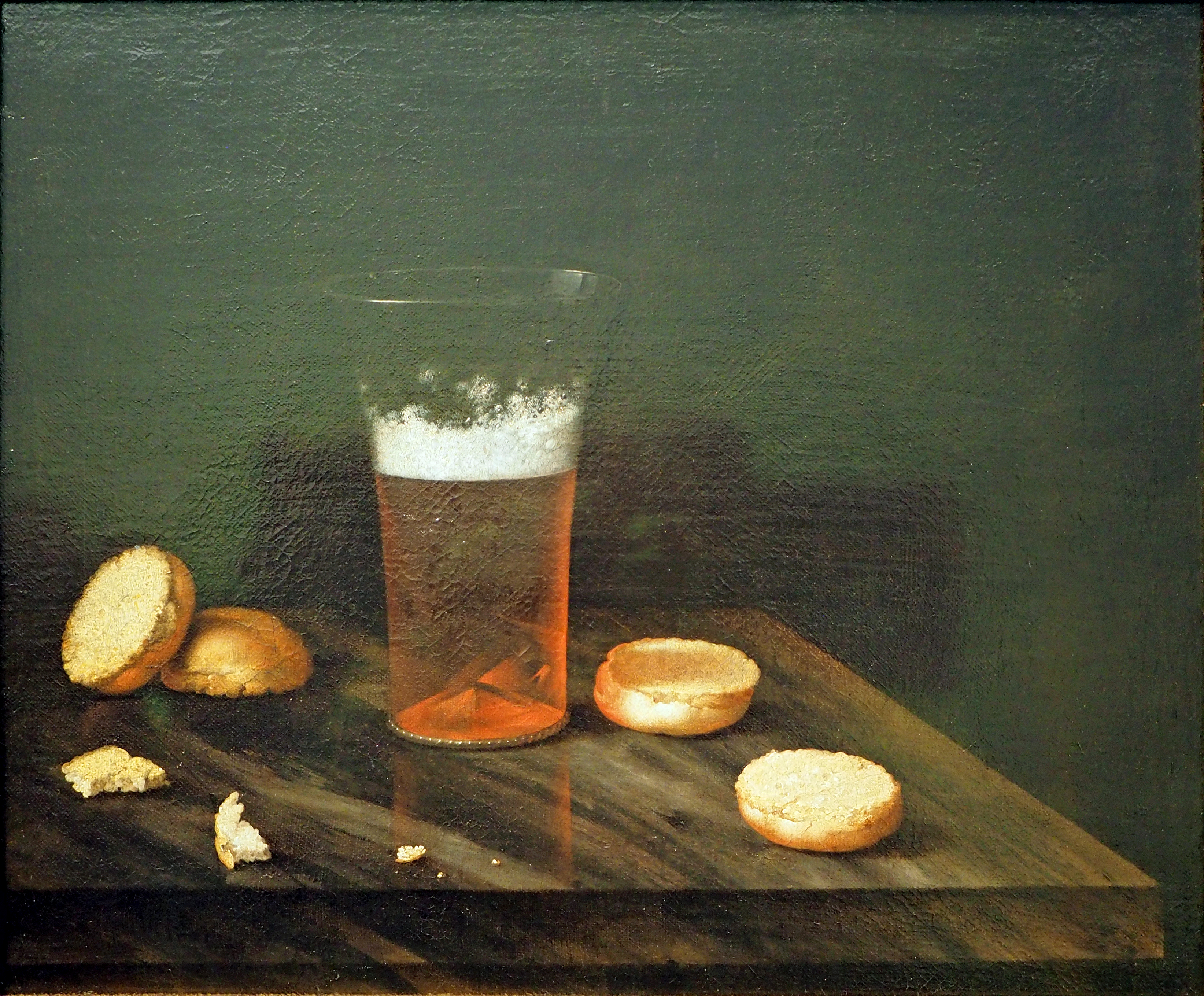
Naturaleza muerta con vaso de cerveza y trozos de pan (1665), Kunsthalle de Hamburgo
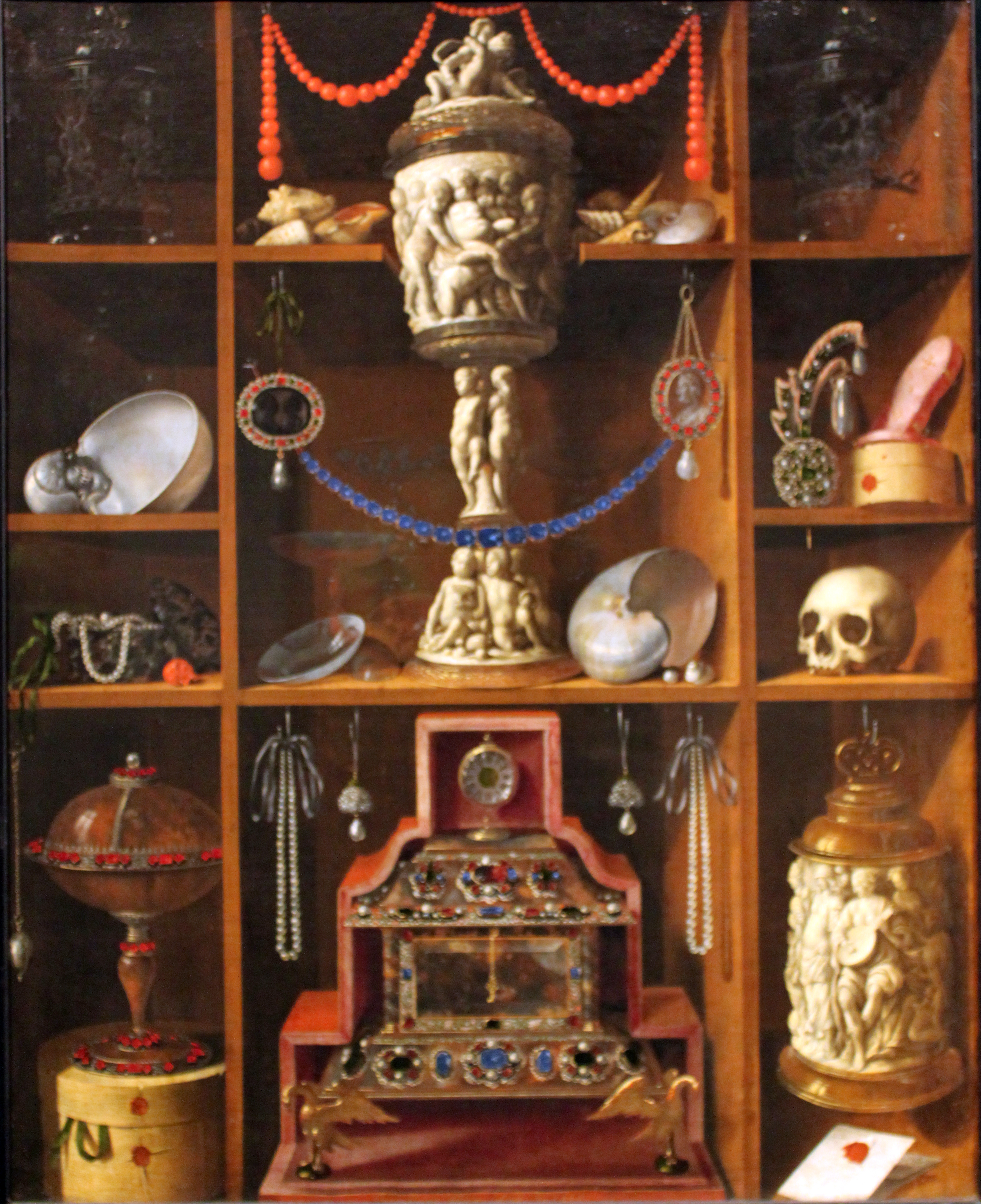
Alacena de orfebrería y calavera (1666), Kunsthalle de Hamburgo
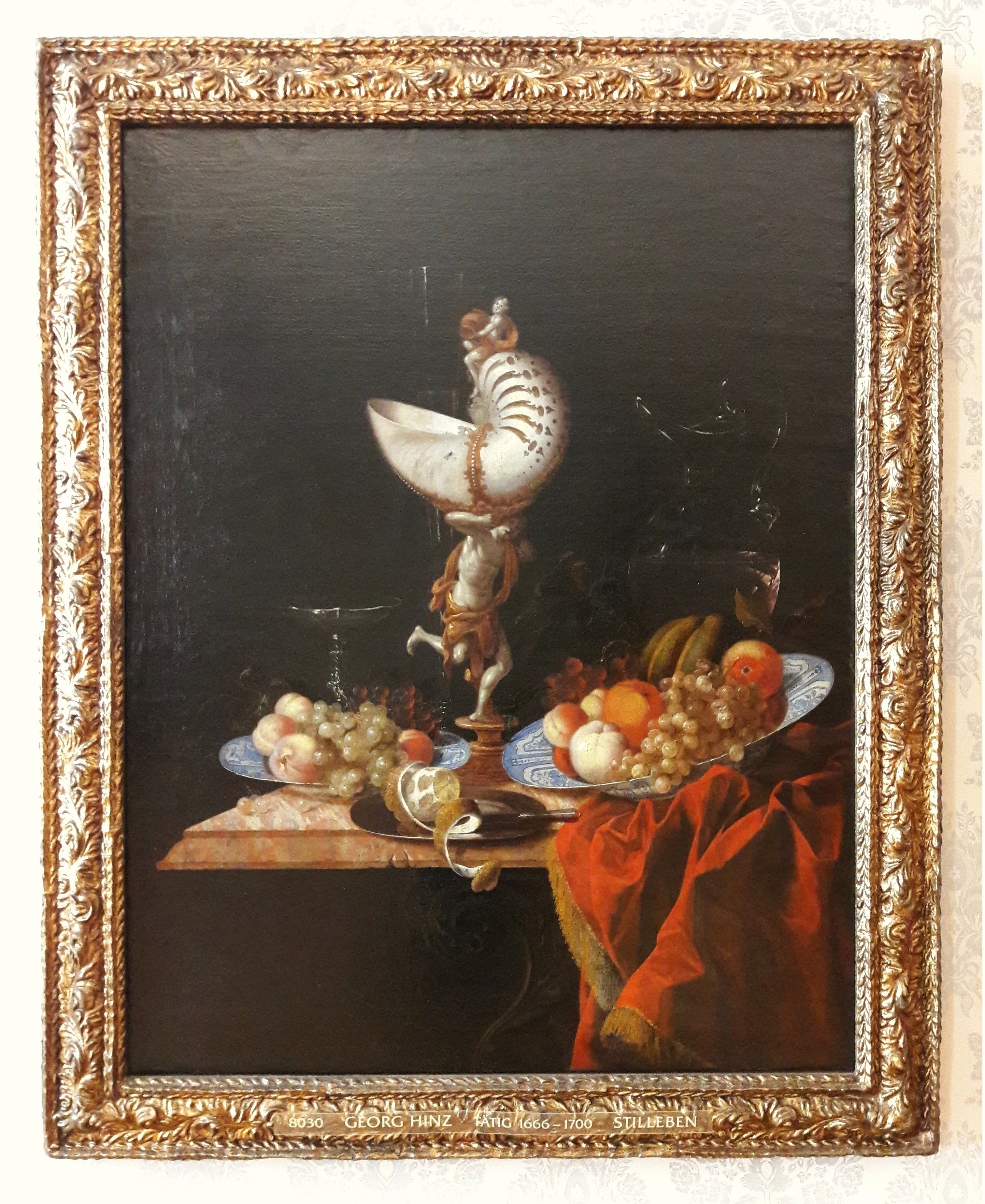
Naturaleza muerta con copa de nautilo, Staatsgalerie im Neuen Schloss Schleißheim
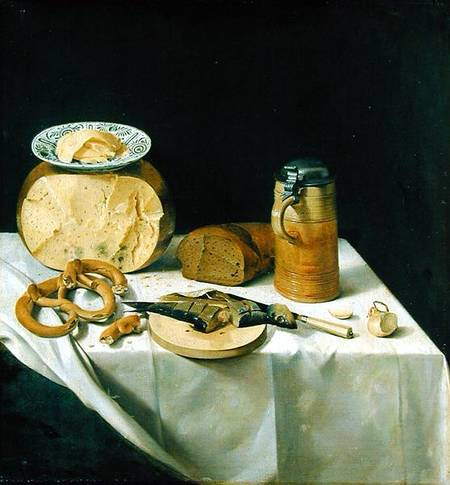
Naturaleza muerta con desayuno, Kunsthalle de Hamburgo
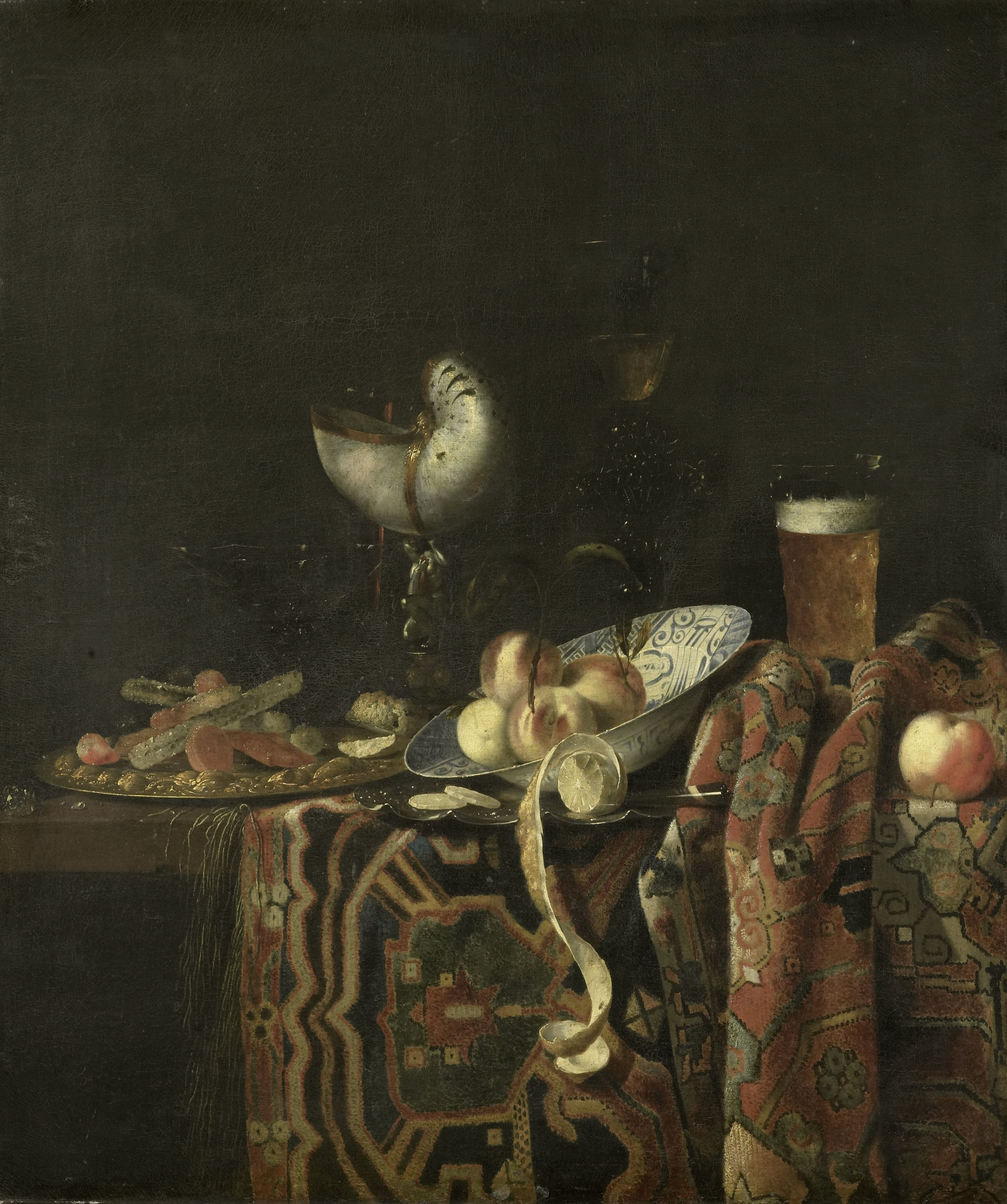
Naturaleza muerta, Rijksmuseum, Ámsterdam